# David Pollock, 3. Viscount Hanworth

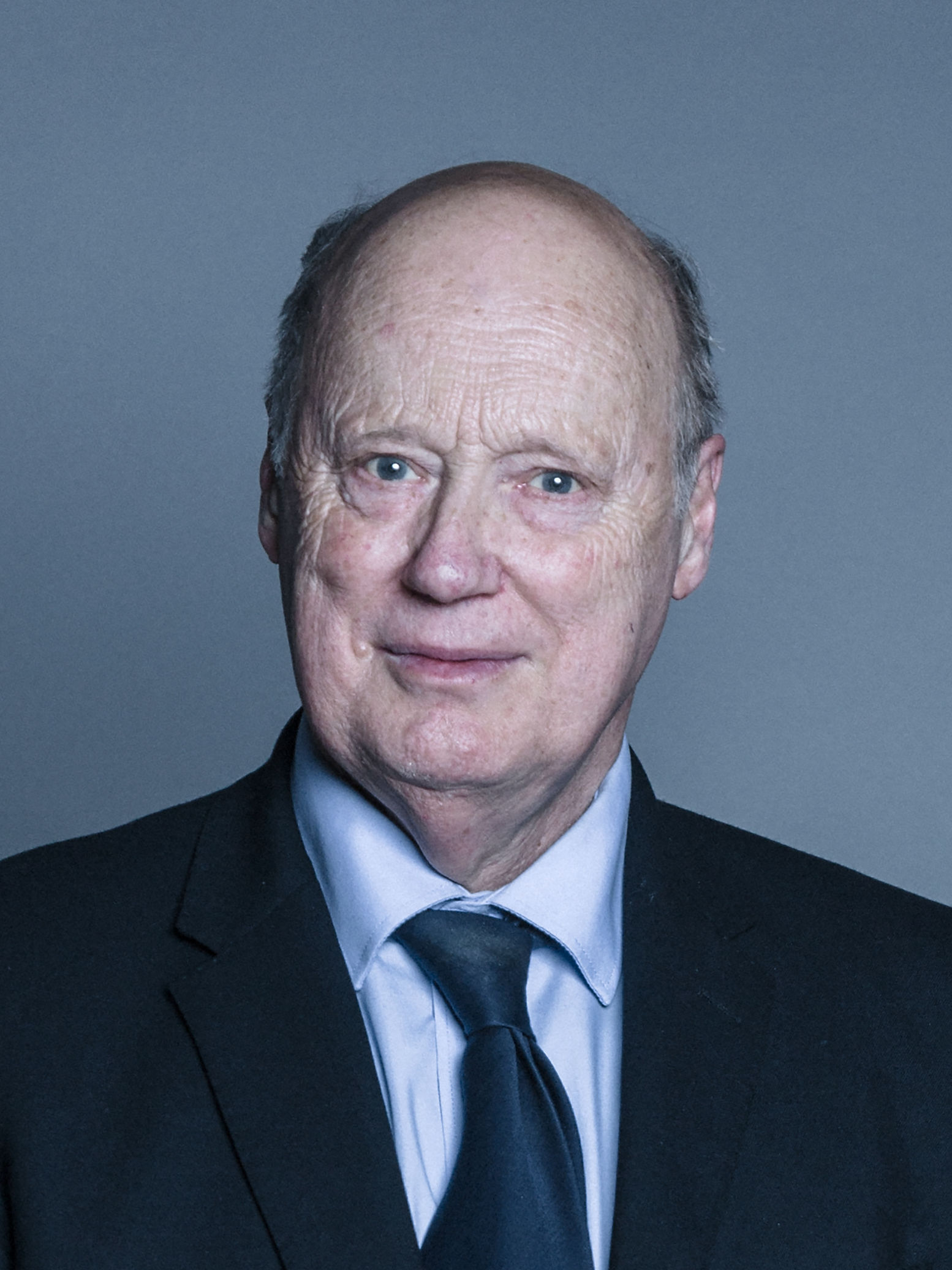
David Pollock, 3. Viscount Hanworth

David Stephen Geoffrey Pollock, 3. Viscount Hanworth (* 16. Februar 1946) ist ein britischer Peer, Hochschullehrer und Politiker (Labour Party). Er benutzt üblicherweise seinen mittleren Vornamen Stephen.

## Leben und Karriere
Pollock wurde am 16. Februar 1946 als Sohn von David Bertram Pollock, 2. Viscount Hanworth (1916–1996) und Isolda Rosamund Parker (* 1918) geboren. Er besuchte das Wellington College und das Guildford Technology College. Er studierte an der University of Sussex; diese schloss er mit einem Bachelor of Arts ab. An der University of Southampton erwarb er einen Abschluss als Master of Science (MSc). An der Universität von Amsterdam erhielt er den Doktortitel (DEcon); er wurde im Fach Wirtschaftswissenschaften promoviert.
Pollock war außerordentlicher Professor (Reader) im Fach Wirtschaftswissenschaften (Economics) an der London University. Hanworth ist derzeit (Stand: Juli 2011) als Professor für Ökonometrie und Computational Statistics an der University of Leicester tätig, wo er mathematische Statistik, Ökonometrie und Umweltwissenschaften unterrichtet.
Er ist Lecturer des Instituts für Volkswirtschaftslehre (Department of Economics) der Queen Mary, University of London. Außerdem ist er Prüfer und Gutachter (External Examiner) an der Cass Business School der City University London.

## Mitgliedschaft im House of Lords
Durch den Tod seines Vaters erbte er 1996 dessen Titel und den damals damit verbundenen Sitz in House of Lords. Erstmals nahm er am 19. November 1996 an einer Sitzung teil. Seine Antrittsrede hielt er am 15. Januar 1997. An Sitzungen nahm er regelmäßig teil und sprach zu den Themen Industriepolitik, Außenpolitik und Entwicklungshilfe, Steuern, Energiepolitik, Transportwesen und Wohnungsbeschaffung.
Durch den House of Lords Act 1999 verlor er seinen Sitz, nachdem er zuvor bei der Wahl für die zwei verbliebenen Labour-Mitglieder nicht antrat. Am 11. November 1999, dem letztmöglichen Termin, war er zuvor zuletzt bei einer Sitzung anwesend. Bei der Nachwahl, die 2003 durch den Tod von Michael Milner, 2. Baron Milner of Leeds ausgelöst wurde, unterlag er Christopher Suenson-Taylor, 3. Baron Grantchester.
Am 23. März 2011 wurde er als einer von 92 Hereditary Peers, die weiterhin im House of Lords sitzen, gewählt; dieses Mal gewann er die Nachwahl nach dem Tod von David Kenworthy, 11. Baron Strabolgi.
Pollock vertritt dort die Labour Party. Das erste Mal meldete er sich in seiner zweiten Amtszeit am 10. Mai 2011 zu Wort. Er wurde 2011 zum Deputy Speaker gewählt.

## Familie
Pollock heiratete am 19. Oktober 1968 Elizabeth Liberty Vambe, die Tochter von Lawrence Vambe. Sie sind Eltern zweier Töchter. Er lebt mit seiner Frau in London (Stand: 2003).